# إيفيلين بادو
إيفيلين بادو (بالإنجليزية: Evelyn Badu) هو لاعب كرة قدم غاني في مركز الدفاع، ولد في 11 سبتمبر 2002. شارك مع منتخب غانا لكرة القدم للسيدات. أما مع النوادي، فقد لعب مع Hasaacas Ladies F.C. ‏.

## وصلات خارجية
- إيفيلين بادو على موقع قاعدة بيانات كرة القدم.إي يو (الإنجليزية)
- إيفيلين بادو على موقع Soccerway.com (الإنجليزية)
- إيفيلين بادو على موقع GSA (الإنجليزية)